# Rathaus Elsfleth

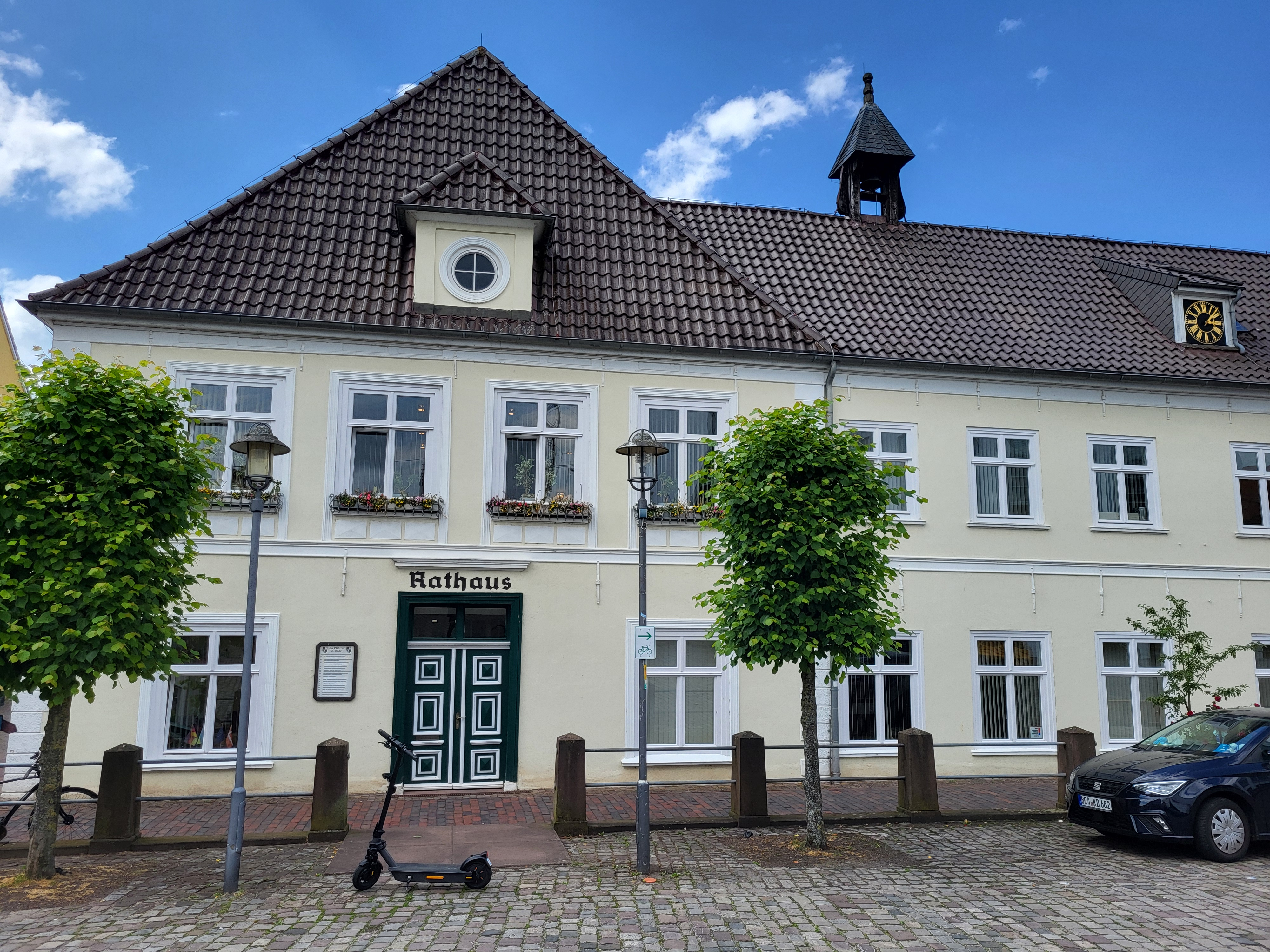
Vorderansicht des Rathauses von Elsfleth

Das Rathaus Elsfleth  in Elsfleth im Landkreis Wesermarsch (Niedersachsen) stammt als ehemaliges Weser-Zollamt aus dem frühen 17. Jahrhundert. Das Gebäude am Rathausplatz 1/Ecke Steinstraße in der Nähe zur Hunte wird als Rathaus genutzt. Es steht unter Denkmalschutz (siehe auch Liste der Baudenkmale in Elsfleth).

## Geschichte
Schon früh war die Grafschaft Oldenburg darauf bedacht, an der Unterweser eine zusätzliche Geldquelle zu schaffen. Graf Anton I. (1505–1573) versuchte es lange Zeit ohne Erfolg. 1623 gelang es seinem Enkel Graf Anton Günther durch Verhandlung, von Kaiser Ferdinand II. ein Zolldiplom zu bekommen. Es ermächtigte die Oldenburger für alle flussauf- und flussabwärtsfahrenden Schiffe eine Gebühr zu erheben. Der Elsflether Weserzoll wurde von 1623 bis 1820 erhoben, seit 1624 in Elsfleth.
1623 wurde deshalb das Weser-Zollamt gebaut, das als Kern im linken Rathaustrakt erhalten blieb. Um 1820 erfolgte dann der Umbau und die Erweiterung zum Amtshaus des Amtes Elsfleth. 1933 wurde das Amt aufgelöst. Elsfleth – 1220 erstmals benannt und seit 1856 Stadt – übernahm das Gebäude als ihr Rathaus.
Das zweigeschossige verputzte L-förmige Gebäude mit Walmdach besteht aus dem linken Flügel von 1623 mit vier Achsen und dem rechten Anbau von um 1820 mit sieben Achsen. Der linke Trakt hat den mittigen Eingang, größere rechteckige Fenster und im Dach eine Gaube mit Walm. Der rechte Flügel hat im Dach eine Schleppgaube mit Uhr und auf dem First einen Dachreiter mit Glocke. Das Haus wurde durch Fensterrahmungen, geschossteilendes Gesims, Kantenquaderung am linken Trakt und Brüstungsfelder im Obergeschoss gestaltet. Rückseitig am rechten Trakt wurden zwei neuere Flügel angebaut.
Das Landesdenkmalamt befand: „… geschichtliche Bedeutung für die Ortsgeschichte und die Landesgeschichte … eine städtebauliche Bedeutung für den Rathausplatz …“
Das Rathaus wurde um das Elsflether Gebäude des Amtsgerichts Brake (Rathausplatz 2) erweitert. Benachbart (Rathausplatz 3) ist in dem ehem. Jagdschloss Elsfleth die Gerhard Cornelius Heye Stiftung sowie städtische Bücherei, Bürger- und Kulturbüro, Ordnungsamt, Sozialamt sowie das Standesamt mit Trauzimmer untergebracht.
Auf dem Platz steht das Denkmal für Herzog Friedrich Wilhelm.